# Joe Dorrington
Joseph R. Dorrington là một thủ môn bóng đá người Anh. Ông chơi 78 trận ở Football League cho Blackpool.